# 酒井忠菊
酒井 忠菊（さかい ただきく）は、越前敦賀藩の第2代藩主。忠稠系小浜藩酒井家別家2代。

## 生涯
宝永3年（1706年）、父酒井忠稠の死去で家督を継ぐ。正徳4年（1714年）3月、大番頭となる。享保7年（1722年）2月6日に44歳で死去し、跡を三男の忠武が継いだ。長男の親本は本家の前橋藩酒井家を継いでいる。また、四男の忠恭は親本の跡を、八男の忠香は忠武の跡をそれぞれ継いでいる。

## 系譜
父母
- 酒井忠稠（父）
- 萬 ー 土井利房の娘（母）

正室、継室
- 堀田正休の娘（正室）
- 青山忠重の娘（継室）

子女
- 酒井親本（長男）生母は正室
- 酒井忠武（三男）生母は正室
- 酒井忠恭（四男）生母は正室
- 酒井忠敬
- 酒井忠香（八男）